# Borne fleurdelysée no 26 (Mormant)
La borne fleurdelysée no 26 est un monument situé à Mormant, en France.

## Description
Le monument est conservé à Mormant, sur la route nationale 19.

## Historique
La borne a été érigée au XIXe siècle.
Le monument est classé au titre des monuments historiques depuis le 24 avril 1964.